# 堀内庄
堀内 庄（ほりうち しょう、1935年10月5日 - 2010年10月27日）は、長野県安曇野市出身のプロ野球選手（投手）・コーチ。

## 来歴・人物
松商学園では投手として甲子園に3度出場し、2年次の1952年には春の選抜で1年上の吉沢岳男とバッテリーを組み、1回戦でリリーフとして登板。芦屋高の植村義信と投げ合うが敗退し、同年夏の選手権も初戦となった2回戦で先発するが、柳井商工の森永勝治に抑えられ完封負けを喫した。3年次の1953年には夏の甲子園に出場するが、1回戦で鳥取西高に敗退。1年下のチームメイトに木次文夫、中村修一郎がいた。
卒業後の1954年に読売ジャイアンツへ入団。最初は新田恭一投手コーチから「新田理論」を教え込まれた。別所毅彦・藤本英雄ら当時の巨人のベテラン投手陣は「新田理論」に対してコントロールが付かないと批判的な目で見ていたが、実際に堀内は速球の早さは別所にも負けない一方で、制球力に課題があった。堀内がブルペンで投球練習をする際、コントロールが悪いため捕手はプロテクター・レガースと重装備をしていたという。
2年目の1955年に一軍初登板を果たすと、3年目の1956年には14勝4敗・勝率.857で最高勝率のタイトル獲得し、防御率もリーグ2位の1.46を記録するが、1位の渡辺省三（1.45）に僅か0.01及ばずこちらは惜しくもタイトルを逃している。同年の西鉄との日本シリーズでは4試合に登板するが、第3戦、第5戦では先発するが勝敗はつかなかった。同年にはドジャースとの日米野球にも出場し、10月19日の第1戦（後楽園）ではギル・ホッジスとジャッキー・ロビンソンに場外本塁打を打たれた。ホッジスが左翼場外へ打った球は白山通りまで飛んだとも言われ、事実だとすれば200mは飛んだことになるが、打たれた堀内は「あの一打を打たれたことは名誉」と語っていた。この第1戦では長身から投げ下ろすドロップカーブで三振を取りまくり、「ドジャースの戦法」を書いたアル・キャンパニスに「ウチに来ないか」と誘われたほどであった。後輩の堀内恒夫は「オレのカーブなんか問題じゃない。手首がグルリとひと回りするんじゃないかと思うぐらい柔らかいんだ。あれでドロップを投げたら、そりゃあ曲がるよ。メジャーが打てないワケさ」と語っている。
1957年には水原円裕監督に連れられて藤尾茂と共にドジャースのキャンプに参加し、巨人軍ベロビーチキャンプ第1号選手と呼ばれた。同年も12勝を挙げて、防御率1.71と2年連続で個人投手成績2位を記録する。西鉄との日本シリーズでは2試合に登板し、第2戦で先発して8回を無失点と好投するが、後続の藤田元司が打たれ逆転負けを喫した。1958年も14勝で3年連続2桁勝利を記録し、防御率もリーグ9位の2.77をマーク。西鉄との三度目の日本シリーズでは第2戦に先発し、完投でシリーズ初勝利。第5戦でも先発し8回を好投するが、3度目の先発となる最終第7戦では、中西太に本塁打を喫するなど3失点と打ち込まれ、1回途中で降板を余儀なくされた。
1959年は6月中旬から9月にかけて戦列を離れるが、8勝を挙げてチームのリーグ4連覇に貢献。1960年は故障もあって未勝利に終わるが、1961年には5勝を挙げて復活。1963年引退。
引退後は巨人で二軍投手コーチ（1964年 - 1965年）を務めた。投手陣整備の為に広岡達朗監督から招聘され、1977年からはヤクルトスワローズ一軍投手コーチに就任。1978年のリーグ優勝・日本一に貢献し、1979年は二軍投手コーチ、1980年から1982年には再び一軍投手コーチを務めた。1978年はペナントレース終盤の練習中に打球を顔面に受けて入院し、その後は自宅療養をしていたため、リーグ優勝と日本一の場面にはベンチにいなかった。広岡の胴上げにも立ち会えなかったが、松岡弘・安田猛・鈴木康二朗ら投手陣から人望があったため、リーグ制覇の夜に祝勝会の後で堀内宅に投手陣が集まり祝杯を改めてあげたのであった。シーズン中は調子がなかなか戻らず、6月には広岡からミニキャンプ指令を出された松岡に「軸を作って、ゆったり放れ。言うことを信じてくれ。試合に出たら絶対、勝てるようになるから」と言って励ました。それを宿舎のホテルで深夜まで繰り返す日々であったが、松岡は後半戦に本領を発揮。球団史上初の胴上げ投手となり、最終的には16勝で沢村賞を獲得している。
ヤクルト退団後は、博多運輸社長、博多港振興協会副会長を務めた。
2010年10月27日午前5時、大腸癌により東京都内の病院で死去。満75歳没。

## 詳細情報

### 年度別投手成績
| 年 度     | 球 団     | 登 板 | 先 発 | 完 投 | 完 封 | 無 四 球 | 勝 利 | 敗 戦 | セ 丨 ブ | ホ 丨 ル ド | 勝 率 | 打 者 | 投 球 回 | 被 安 打 | 被 本 塁 打 | 与 四 球 | 敬 遠 | 与 死 球 | 奪 三 振 | 暴 投 | ボ 丨 ク | 失 点 | 自 責 点 | 防 御 率 | W H I P |
| --------- | --------- | ----- | ----- | ----- | ----- | -------- | ----- | ----- | -------- | ----------- | ----- | ----- | -------- | -------- | ----------- | -------- | ----- | -------- | -------- | ----- | -------- | ----- | -------- | -------- | ------- |
| 1955      | 巨人      | 13    | 5     | 1     | 0     | 0        | 2     | 2     | --       | --          | .500  | 163   | 44.1     | 23       | 2           | 10       | 0     | 1        | 31       | 0     | 0        | 13    | 11       | 2.23     | 0.74    |
| 1956      | 巨人      | 37    | 16    | 7     | 4     | 2        | 14    | 4     | --       | --          | .778  | 742   | 190.2    | 125      | 7           | 63       | 2     | 2        | 143      | 1     | 0        | 34    | 31       | 1.46     | 0.99    |
| 1957      | 巨人      | 41    | 23    | 8     | 3     | 0        | 12    | 10    | --       | --          | .545  | 836   | 215.2    | 139      | 13          | 72       | 2     | 0        | 165      | 6     | 1        | 51    | 41       | 1.71     | 0.98    |
| 1958      | 巨人      | 43    | 33    | 8     | 2     | 1        | 14    | 13    | --       | --          | .519  | 903   | 223.2    | 173      | 12          | 73       | 1     | 1        | 218      | 7     | 0        | 78    | 69       | 2.78     | 1.10    |
| 1959      | 巨人      | 16    | 14    | 7     | 3     | 2        | 8     | 3     | --       | --          | .727  | 376   | 96.2     | 64       | 3           | 26       | 0     | 0        | 56       | 2     | 0        | 30    | 21       | 1.96     | 0.93    |
| 1960      | 巨人      | 16    | 4     | 0     | 0     | 0        | 0     | 2     | --       | --          | .000  | 139   | 34.0     | 30       | 4           | 11       | 0     | 0        | 20       | 1     | 0        | 15    | 13       | 3.44     | 1.21    |
| 1961      | 巨人      | 29    | 10    | 0     | 0     | 0        | 5     | 2     | --       | --          | .714  | 303   | 76.1     | 64       | 5           | 19       | 0     | 1        | 34       | 1     | 1        | 27    | 26       | 3.07     | 1.09    |
| 1962      | 巨人      | 35    | 6     | 1     | 0     | 1        | 6     | 8     | --       | --          | .429  | 430   | 112.2    | 74       | 5           | 27       | 1     | 1        | 83       | 2     | 0        | 29    | 21       | 1.68     | 0.90    |
| 1963      | 巨人      | 13    | 0     | 0     | 0     | 0        | 1     | 0     | --       | --          | 1.000 | 113   | 23.2     | 30       | 4           | 12       | 0     | 0        | 6        | 1     | 0        | 15    | 12       | 4.56     | 1.77    |
| 通算：9年 | 通算：9年 | 243   | 111   | 32    | 12    | 6        | 62    | 44    | --       | --          | .585  | 4005  | 1017.2   | 722      | 55          | 313      | 6     | 6        | 756      | 21    | 2        | 292   | 245      | 2.17     | 1.02    |

- 各年度の太字はリーグ最高

### タイトル
- 最高勝率：1回（1956年）

### 背番号
- 47（1954年）
- 10（1955年 - 1963年）
- 74（1964年 - 1965年、1977年 - 1982年）